# Kunstverlag Josef Fink
Der Kunstverlag Josef Fink ist ein Buchverlag in Lindenberg im Allgäu. Er ist Mitglied im Katholischen Medienverband und zählt mit seiner Reihe „Kleine Kunstführer“ zu den bedeutendsten Kunstverlagen im deutschen Sprachraum.

## Programm
Schwerpunkte des Verlagsprogramms sind einerseits Publikationen über Kunst, Kultur und Religion, andererseits die Reihe kleiner Kunstführer zu Kirchen, profanen Bauwerken und Museen. Bisher (Stand 2023) sind im Kunstverlag Fink über 1.700 Titel erschienen, davon die Hälfte Kunstbücher. Die Gesamtauflage liegt bei über 25 Mio. Exemplaren. Geografisch gesehen liegt der Hauptanteil der Publikationen in den süddeutschen Bistümern.
Der Geschäftsbereich Bücher umfasst unter anderem Künstlermonografien, Themen der Denkmalpflege, Architektur, Kunstwissenschaft, Museums- und Ausstellungskataloge (u. a. Katalog der Staatlichen Antikensammlungen in München), kulturgeschichtliche Abhandlungen, Religions- und Frömmigkeitsgeschichte, Jahrbücher (u. a. EOTHEN, Jahrbuch des Vereins für Christliche Kunst in München e. V.), Schriftenreihen, Unternehmensporträts und Kunst-Ansichtskarten. Im Verlag erschien über eine Zeitspanne von über 15 Jahren hinweg in mehreren Teilbänden der Synagogen-Gedenkband Bayern des Publikationsprojekts Mehr als Steine … – dieses von der Arbeitsstelle Synagogen-Gedenkband Bayern an der Augustana-Hochschule in Neuendettelsau. erarbeitete Standardwerk dokumentiert in mehr als 200 Ortsartikeln auf über 4.000 Seiten umfassend die jüdische Geschichte all jener Orte im heutigen Bayern, in denen es um 1930 Synagogen und Beträume gab.
Mit seiner Reihe der kleinen Kunstführer ist der Kunstverlag Josef Fink nach dem Verlag Schnell und Steiner und dem Deutschen Kunstverlag einer der bedeutendsten seiner Art im deutschen Sprachraum. Jährlich bringt er etwa 30 neue Kunstführer und die gleiche Anzahl Bücher auf den Markt.

## Geschichte
Gegründet wurde der Verlag am 1. Januar 1996 durch den Kaufmann Josef Fink (* 18. Mai 1947), der das Unternehmen bis heute leitet. Fink, der aus dem Westallgäu stammt und vorher zwei Jahrzehnte lang bei dem renommierten Kunstverlag Schnell und Steiner in verschiedenen Positionen (anfangs als privater Sekretär des Verlegers Hugo Schnell und zuletzt als stellvertretender Geschäftsführer) tätig war, wählte als Verlagssitz seinen Wohnort, das im Dreiländereck Deutschland – Österreich – Schweiz gelegene Lindenberg i. Allgäu. 2012 erhielt Josef Fink für sein langjähriges verlegerisches Wirken im Sinne der Anliegen der katholischen Kirche und des Papstes das päpstliche Ehrenkreuz Pro Ecclesia et Pontifice. 2017 wurde er mit dem Kulturpreis der Stadt Lindenberg ausgezeichnet. 2022 bekam er den Preis „Pro Suebia“ der Dr. Eugen Liedl-Stiftung. Der Verlag ist Mitglied der St. Hildegard-Akademie Eibingen e. V., Zentrum für Wissenschaft, Forschung und europäische Spiritualität in Rüdesheim am Rhein.
Im Jahr 2004 ging Fink mit dem Beuroner Kunstverlag der Erzabtei Beuron eine Partnerschaft ein, die inzwischen wieder aufgelöst worden ist.